# 増田雅暢
増田 雅暢（ますだ まさのぶ、1954年 - 2025年）は、日本の官僚・社会保障学者。
埼玉県出身。東京大学教養学部国際関係論分科卒業。中央公論社勤務後、シラキュース大学大学院（政治学）留学。1981年厚生省に事務官として入省。主として企画法令関係の業務を担当。1991-1994年岡山市の民生部長。1996年九州大学法学部助教授、1998年厚生省大臣官房政策課政策調査官、国立社会保障・人口問題研究所総合企画部長、厚生労働省統計情報部情報企画室長、国立保健医療科学院福祉サービス部長、2004年内閣府参事官、2007年厚生労働省食品安全推進官、上智大学総合人間科学部社会福祉学科教授。2010年日本政策金融公庫の国民生活事業本部の生活衛生融資部長、2011年厚生労働省大臣官房付で退官、岡山県立大学教授（保健福祉学部保健福祉学科）。2013年「介護保険制度の政策過程の分析と実施後の検証」で岡山県立大学博士（保健福祉学）。2015年客員教授。2016年増田社会保障研究所代表。2018年より東京通信大学人間福祉学部教授。2025年7月3日死去（福祉新聞7月22日付紙面より）。

## 著書
- 『わかりやすい介護保険法』有斐閣リブレ 1998
- 『介護保険見直しの争点 政策過程からみえる今後の課題』法律文化社 2003
- 『介護保険見直しへの提言 5年目の課題と展望』法研 2004
- 『これでいいのか少子化対策 政策過程からみる今後の課題』ミネルヴァ書房 Minerva福祉ライブラリー 2008
- 『逐条解説介護保険法』法研 2014
- 『介護保険の検証 軌跡の考察と今後の課題』法律文化社 2016

### 共編著・監修
- 『世界の介護事情』鬼崎信好,伊奈川秀和共編著 中央法規出版 2002
- 『介護リスクマネジメント サービスの質の向上と信頼関係の構築のために』菊池馨実共編著 旬報社 2003
- 『社会福祉法入門』河野正輝,倉田聡共編 有斐閣 2004
  - 『社会福祉法入門 第2版』河野正輝,阿部和光,倉田聡共編 有斐閣 2008
- 『社会福祉と社会保障』島田美喜共編 メディカ出版 ナーシング・グラフィカ 社会と生活者の健康　2005
  - 『社会福祉と社会保障 第4版』島田美喜,平野かよ子共編 メディカ出版 2015
- 『世界の介護保障』編著 法律文化社 2008
- 『年金制度が破綻しないことがよくわかる年金Q&A』畑満共著 オフィスTM 2012
- 『アジアの社会保障』金貞任共編著 法律文化社 2015
- 『ひとめでわかる!介護事業者のための2015年介護保険制度改正のポイント 運営基準・介護報酬改定速報』監修 第一法規 2015

## 論文
- <増田雅暢